# Чвижепсе (минеральная вода)

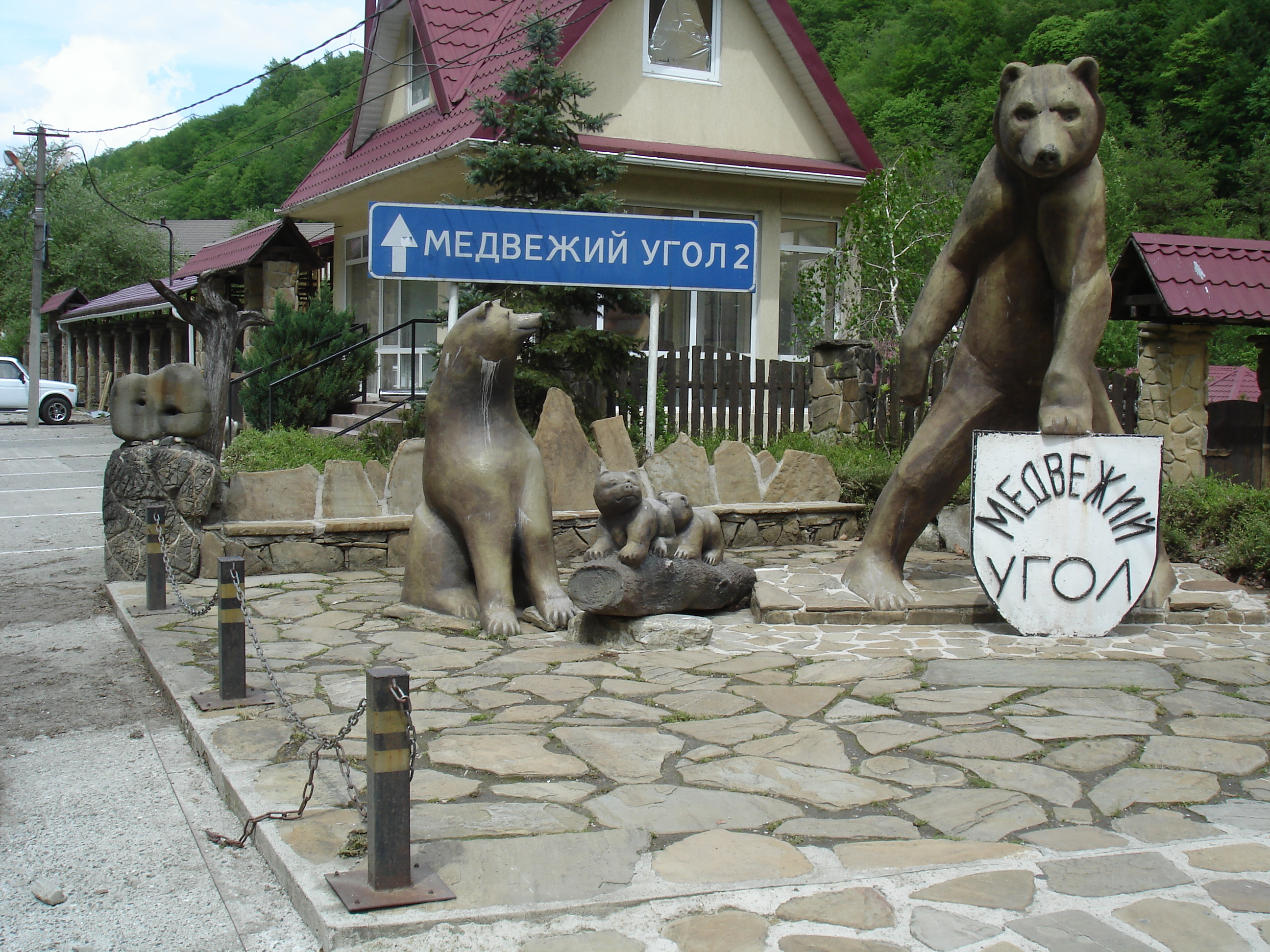
Урочище Медвежий угол, где находится источник минеральной воды Чвижепсе

Чвижепсе — минеральные воды Чвижепсинского месторождения, расположенного в долине реки Чвижепсе на высоте около 280 метров над уровнем моря недалеко от одноимённого посёлка в Адлерском районе города Сочи. Минеральные воды Чвижепсе обнаружены только в этом районе города Сочи
.

## История
«Чвижепсе» с убыхского переводится как «вода, дающая радость».
Месторождение минеральных вод Чвижепсе было разведано в 1974 году и уже через год минеральные воды из этих источников начали использоваться для лечения в санаториях Сочи. В 1996 году на месторождении был построен завод по розливу минеральных вод и их стали продавать в бутилированном виде под названиями «Чвижепсе» и «Красная Поляна». В настоящее время осуществляется розлив этой минеральной воды в натуральном виде под названиями «Чвижепсинская», «Медвежий угол» и «Красная Поляна», а также в купажированном виде — с добавками минеральной воды Пластунского месторождения — под названиями «Чвижепсе», «Ачишхо-6» и «Ачишхо-7». Минеральная вода используется в основном для питья, но также применяется для бальнеопроцедур в виде принятия ванн. В районе Чвижепсе кроме платных источников минеральной воды, есть также и бесплатные.

## Состав
Минеральная вода Чвижепсе относится к углекислым мышьяковистым водам слабой минерализации, гидрокарбонатным, натриево-кальциевого типа, слабокислым, холодным.
На Чвижепсинском месторождении добываются два вида минеральных вод из скважин глубиной до 1000 метров, то есть практически ниже уровня моря на несколько сот метров. Из одной скважины добывают углекислую гидрокарбонатную натриево-кальциевую мышьяковистую воду, имеющую сходство с водой «Арзни» и «Нарзан», а из другой — углекислую гидрокарбонатную кальциево-натриевую мышьяковистую воду, имеющую сходство с «Боржоми» и «Саирме», но с большей минерализацией и бо́льшим содержанием кальция, без сульфатов. Минеральные воды с таким составом обнаружены только в районе Сочи.
| Химический состав воды «Чвижепсе»: мг/дм³   | Химический состав воды «Чвижепсе»: мг/дм³ |
| Анионы:                                     | Катионы:                                  |
| ------------------------------------------- | ----------------------------------------- |
| Гидрокарбонаты НСО3− 1100—1600              | Кальций Са2+ 100—160                      |
| Сульфаты SO42− < 25                         | Магний Mg2+ < 25                          |
| Хлориды Cl− < 50                            | Натрий + Калий Na+ + К+ 350—500           |
| Специфические компоненты: Мышьяк As 0,7—1,5 |                                           |
| Минерализация 1,6 — 2,3 г/л                 |                                           |

## Применение для лечебных целей
Минеральные воды Чвижепсинского месторождения приятны на вкус, так как не содержит сульфата магния, придающего минеральным водам горьковатый вкус, и хорошо освежают. По своему лечебному воздействию чвижепсинская вода во многом превосходят мышьяковистые минеральные воды популярных курортов Франции, Испании, Италии, Германии и многих других.
Минеральные воды Чвижепсе являются лечебными, имеют повышенное содержание железа, бора и лития, оказывают лечебное действие на перистальтику и секрецию желудка, способны стимулировать кровообразование, повышают устойчивость организма к различным заболеваниям и кислородной недостаточности, нормализуют водный и солевой баланс, улучшают работу печени и поджелудочной железы.
Показания для применения минеральных вод Чвижепсинского месторождения:
- язвенная болезнь желудка и язвенная болезнь двенадцатиперстной кишки;
- хронические гастриты;
- хронические заболевания печени;
- хронические панкреатиты.

Эта минеральная вода также рекомендована лицам, страдающим железодефицитной анемией, работающим с СВЧ-излучением, космонавтам, работникам промышленности, чья профессиональная деятельность связана с тяжёлыми металлами. Минеральная вода также хорошо зарекомендовала себя при лечении функциональных расстройств нервной системы, заболеваний опорно-двигательного аппарата, нарушений обмена веществ (сахарного диабета, ожирения) и сердечно-сосудистой системы, а также заболеваний органов дыхания и мочевыводящих путей.